# Kaitocefalin
Kaitocefalin ne neselektivni jonotropni antagonist glutamatnog receptora, što znači da blokira delovanje neurotransmitera glutamata. Proizvodi ga gljiva Eupenicillium shearii. Iako su slični molekuli proizvedeni sintetički, kaitocefalin je jedini poznati antagonist glutamatnog receptora koji se javlja u prirodi. Postoje izvesni dokazi da kaitocefalin može da zaštiti mozak i centralni nervni sistem, te se kaže da ima neuroprotektivna svojstva. Kaitocefalin štiti neurone inhibirajući ekscitotoksičnost, mehanizam koji uzrokuje ćelijsku smrt preopterećenjem neurona glutamatom. Zbog toga je od interesa kao potencijalna osnova za razvoj lekova. Lekovi zasnovani na kaitocefalinu mogu biti korisni u lečenju neuroloških stanja, uključujući Alchajmerovu bolest, amiotrofičnu lateralnu sklerozu (ALS) i moždani udar.